# Эстафета олимпийского огня летних Олимпийских игр 2012
| \| Англия \| Англия \| Англия \| Англия \| Англия \| Англия \| \| ------------------- \| --------------------------- \| -------- \| ------ \| ------ \| ------ \| \| 1. \| Лендс-Энд \| 1 день, \| Сб \| 19 \| мая \| \| 2. \| Плимут \| 1 день, \| Сб \| 19 \| мая \| \| 3. \| Эксетер \| 2 день, \| Вс \| 20 \| мая \| \| 4. \| Тонтон \| 3 день, \| Пн \| 21 \| мая \| \| 5. \| Бристоль \| 4 день, \| Вт \| 22 \| мая \| \| 6. \| Челтнем \| 5 день, \| Ср \| 23 \| мая \| \| 7. \| Вустер \| 6 день, \| Чт \| 24 \| мая \| \| 8. \| Грейт-Молверн[англ.] \| 7 день, \| Пт \| 25 \| мая \| \| Уэльс \| \| \| \| \| \| \| 9. \| Кардифф \| 7 день, \| Пт \| 25 \| мая \| \| 10. \| Суонси \| 8 день, \| Сб \| 26 \| мая \| \| 11. \| Аберистуит \| 9 день, \| Вс \| 27 \| мая \| \| 12. \| Бангор \| 10 день, \| Пн \| 28 \| мая \| \| Англия \| \| \| \| \| \| \| 13. \| Честер \| 11 день, \| Вт \| 29 \| мая \| \| 14. \| Сток-он-Трент \| 12 день, \| Ср \| 30 \| мая \| \| 15. \| Болтон \| 13 день, \| Чт \| 31 \| мая \| \| 16. \| Ливерпуль \| 14 день, \| Пт \| 1 \| июня \| \| Коронные земли \| \| \| \| \| \| \| 17. \| Остров Мэн \| 15 день, \| Сб \| 2 \| июня \| \| Северная Ирландия \| \| \| \| \| \| \| 18. \| Портраш \| 16 день, \| Вс \| 3 \| июня \| \| 19. \| Дерри \| 17 день, \| Пн \| 4 \| июня \| \| 20. \| Ньюри \| 18 день, \| Вт \| 5 \| июня \| \| Республика Ирландия \| \| \| \| \| \| \| 21. \| Дублин \| 19 день, \| Ср \| 6 \| июня \| \| Северная Ирландия \| \| \| \| \| \| \| 22. \| Белфаст \| 19 день, \| Ср \| 6 \| июня \| \| Шотландия \| \| \| \| \| \| \| 23. \| Глазго \| 21 день, \| Пт \| 8 \| июня \| \| 24. \| Инвернесс \| 22 день, \| Сб \| 9 \| июня \| \| 25. \| Оркнейские острова \| 23 день, \| Вс \| 10 \| июня \| \| 26. \| Шетландские острова \| 23 день, \| Вс \| 10 \| июня \| \| 27. \| Остров Льюис \| 24 день, \| Пн \| 11 \| июня \| \| 28. \| Абердин \| 24 день, \| Пн \| 11 \| июня \| \| 29. \| Данди \| 25 день, \| Вт \| 12 \| июня \| \| 30. \| Эдинбург \| 26 день, \| Ср \| 13 \| июня \| \| Англия \| \| \| \| \| \| \| 31. \| Алник \| 27 день, \| Чт \| 14 \| июня \| \| 32. \| Ньюкасл-апон-Тайн \| 28 день, \| Пт \| 15 \| июня \| \| 33. \| Дарем \| 29 день, \| Сб \| 16 \| июня \| \| 34. \| Мидлсбро \| 30 день, \| Вс \| 17 \| июня \| \| 35. \| Кингстон-апон-Халл \| 31 день, \| Пн \| 18 \| июня \| \| 36. \| Йорк \| 32 день, \| Вт \| 19 \| июня \| \| 37. \| Карлайл \| 33 день, \| Ср \| 20 \| июня \| \| 38. \| Боунесс-он-Уиндермир[англ.] \| 34 день, \| Чт \| 21 \| июня \| \| 39. \| Блэкпул \| 35 день, \| Пт \| 22 \| июня \| \| 40. \| Манчестер \| 36 день, \| Сб \| 23 \| июня \| \| 41. \| Лидс \| 37 день, \| Вс \| 24 \| июня \| \| 42. \| Шеффилд \| 38 день, \| Пн \| 25 \| июня \| \| 43. \| Клиторпс[англ.] \| 39 день, \| Вт \| 26 \| июня \| \| 44. \| Линкольн \| 40 день, \| Ср \| 27 \| июня \| \| 45. \| Ноттингем \| 41 день, \| Чт \| 28 \| июня \| \| 46. \| Дерби \| 42 день, \| Пт \| 29 \| июня \| \| 47. \| Бирмингем \| 43 день, \| Сб \| 30 \| июня \| \| 48. \| Ковентри \| 44 день, \| Вс \| 1 \| июля \| \| 49. \| Лестер \| 45 день, \| Пн \| 2 \| июля \| \| 50. \| Питерборо \| 46 день, \| Вт \| 3 \| июля \| \| 51. \| Норидж \| 47 день, \| Ср \| 4 \| июля \| \| 52. \| Ипсуич \| 48 день, \| Чт \| 5 \| июля \| \| 53. \| Челмсфорд \| 49 день, \| Пт \| 6 \| июля \| \| 54. \| Кембридж \| 50 день, \| Сб \| 7 \| июля \| \| 55. \| Лутон \| 51 день, \| Вс \| 8 \| июля \| \| 56. \| Оксфорд \| 52 день, \| Пн \| 9 \| июля \| \| 57. \| Рединг \| 53 день, \| Вт \| 10 \| июля \| \| 58. \| Бейзингсток[англ.] \| 54 день, \| Ср \| 11 \| июля \| \| 59. \| Уинчестер \| 54 день, \| Ср \| 11 \| июля \| \| 60. \| Солсбери \| 54 день, \| Ср \| 11 \| июля \| \| 61. \| Уэймут-энд-Портленд \| 55 день, \| Чт \| 12 \| июля \| \| 62. \| Борнмут \| 56 день, \| Пт \| 13 \| июля \| \| 63. \| Саутгемптон \| 57 день, \| Сб \| 14 \| июля \| \| Коронные земли \| \| \| \| \| \| \| 64. \| Гернси \| 58 день, \| Вс \| 15 \| июля \| \| 65. \| Джерси \| 58 день, \| Вс \| 15 \| июля \| \| Англия \| \| \| \| \| \| \| 66. \| Портсмут \| 58 день, \| Вс \| 15 \| июля \| \| 67. \| Брайтон и Хоув \| 59 день, \| Пн \| 16 \| июля \| \| 68. \| Гастингс \| 60 день, \| Вт \| 17 \| июля \| \| 69. \| Дувр \| 61 день, \| Ср \| 18 \| июля \| \| 70. \| Мейдстон \| 62 день, \| Чт \| 19 \| июля \| \| 71. \| Гилфорд \| 63 день, \| Пт \| 20 \| июля \| \| 72. \| Район Лондона Уолтем-Форест \| 64 день, \| Сб \| 21 \| июля \| \| 73. \| Район Лондона Бексли \| 65 день, \| Вс \| 22 \| июля \| \| 74. \| Район Лондона Уондсуэрт \| 66 день, \| Пн \| 23 \| июля \| \| 75. \| Район Лондона Илинг \| 67 день, \| Вт \| 24 \| июля \| \| 76. \| Район Лондона Харингей \| 68 день, \| Ср \| 25 \| июля \| \| 77. \| Вестминстер \| 69 день, \| Чт \| 26 \| июля \| \| 78. \| Олимпийский стадион \| 70 день, \| Пт \| 27 \| июля \| |                             |          |    |    |      |
| Англия |                             |          |    |    |      |
| 1. | Лендс-Энд                   | 1 день,  | Сб | 19 | мая  |
| 2. | Плимут                      | 1 день,  | Сб | 19 | мая  |
| 3. | Эксетер                     | 2 день,  | Вс | 20 | мая  |
| 4. | Тонтон                      | 3 день,  | Пн | 21 | мая  |
| 5. | Бристоль                    | 4 день,  | Вт | 22 | мая  |
| 6. | Челтнем                     | 5 день,  | Ср | 23 | мая  |
| 7. | Вустер                      | 6 день,  | Чт | 24 | мая  |
| 8. | Грейт-Молверн               | 7 день,  | Пт | 25 | мая  |
| Уэльс |                             |          |    |    |      |
| 9. | Кардифф                     | 7 день,  | Пт | 25 | мая  |
| 10. | Суонси                      | 8 день,  | Сб | 26 | мая  |
| 11. | Аберистуит                  | 9 день,  | Вс | 27 | мая  |
| 12. | Бангор                      | 10 день, | Пн | 28 | мая  |
| Англия |                             |          |    |    |      |
| 13. | Честер                      | 11 день, | Вт | 29 | мая  |
| 14. | Сток-он-Трент               | 12 день, | Ср | 30 | мая  |
| 15. | Болтон                      | 13 день, | Чт | 31 | мая  |
| 16. | Ливерпуль                   | 14 день, | Пт | 1  | июня |
| Коронные земли |                             |          |    |    |      |
| 17. | Остров Мэн                  | 15 день, | Сб | 2  | июня |
| Северная Ирландия |                             |          |    |    |      |
| 18. | Портраш                     | 16 день, | Вс | 3  | июня |
| 19. | Дерри                       | 17 день, | Пн | 4  | июня |
| 20. | Ньюри                       | 18 день, | Вт | 5  | июня |
| Республика Ирландия |                             |          |    |    |      |
| 21. | Дублин                      | 19 день, | Ср | 6  | июня |
| Северная Ирландия |                             |          |    |    |      |
| 22. | Белфаст                     | 19 день, | Ср | 6  | июня |
| Шотландия |                             |          |    |    |      |
| 23. | Глазго                      | 21 день, | Пт | 8  | июня |
| 24. | Инвернесс                   | 22 день, | Сб | 9  | июня |
| 25. | Оркнейские острова          | 23 день, | Вс | 10 | июня |
| 26. | Шетландские острова         | 23 день, | Вс | 10 | июня |
| 27. | Остров Льюис                | 24 день, | Пн | 11 | июня |
| 28. | Абердин                     | 24 день, | Пн | 11 | июня |
| 29. | Данди                       | 25 день, | Вт | 12 | июня |
| 30. | Эдинбург                    | 26 день, | Ср | 13 | июня |
| Англия |                             |          |    |    |      |
| 31. | Алник                       | 27 день, | Чт | 14 | июня |
| 32. | Ньюкасл-апон-Тайн           | 28 день, | Пт | 15 | июня |
| 33. | Дарем                       | 29 день, | Сб | 16 | июня |
| 34. | Мидлсбро                    | 30 день, | Вс | 17 | июня |
| 35. | Кингстон-апон-Халл          | 31 день, | Пн | 18 | июня |
| 36. | Йорк                        | 32 день, | Вт | 19 | июня |
| 37. | Карлайл                     | 33 день, | Ср | 20 | июня |
| 38. | Боунесс-он-Уиндермир        | 34 день, | Чт | 21 | июня |
| 39. | Блэкпул                     | 35 день, | Пт | 22 | июня |
| 40. | Манчестер                   | 36 день, | Сб | 23 | июня |
| 41. | Лидс                        | 37 день, | Вс | 24 | июня |
| 42. | Шеффилд                     | 38 день, | Пн | 25 | июня |
| 43. | Клиторпс                    | 39 день, | Вт | 26 | июня |
| 44. | Линкольн                    | 40 день, | Ср | 27 | июня |
| 45. | Ноттингем                   | 41 день, | Чт | 28 | июня |
| 46. | Дерби                       | 42 день, | Пт | 29 | июня |
| 47. | Бирмингем                   | 43 день, | Сб | 30 | июня |
| 48. | Ковентри                    | 44 день, | Вс | 1  | июля |
| 49. | Лестер                      | 45 день, | Пн | 2  | июля |
| 50. | Питерборо                   | 46 день, | Вт | 3  | июля |
| 51. | Норидж                      | 47 день, | Ср | 4  | июля |
| 52. | Ипсуич                      | 48 день, | Чт | 5  | июля |
| 53. | Челмсфорд                   | 49 день, | Пт | 6  | июля |
| 54. | Кембридж                    | 50 день, | Сб | 7  | июля |
| 55. | Лутон                       | 51 день, | Вс | 8  | июля |
| 56. | Оксфорд                     | 52 день, | Пн | 9  | июля |
| 57. | Рединг                      | 53 день, | Вт | 10 | июля |
| 58. | Бейзингсток                 | 54 день, | Ср | 11 | июля |
| 59. | Уинчестер                   | 54 день, | Ср | 11 | июля |
| 60. | Солсбери                    | 54 день, | Ср | 11 | июля |
| 61. | Уэймут-энд-Портленд         | 55 день, | Чт | 12 | июля |
| 62. | Борнмут                     | 56 день, | Пт | 13 | июля |
| 63. | Саутгемптон                 | 57 день, | Сб | 14 | июля |
| Коронные земли |                             |          |    |    |      |
| 64. | Гернси                      | 58 день, | Вс | 15 | июля |
| 65. | Джерси                      | 58 день, | Вс | 15 | июля |
| Англия |                             |          |    |    |      |
| 66. | Портсмут                    | 58 день, | Вс | 15 | июля |
| 67. | Брайтон и Хоув              | 59 день, | Пн | 16 | июля |
| 68. | Гастингс                    | 60 день, | Вт | 17 | июля |
| 69. | Дувр                        | 61 день, | Ср | 18 | июля |
| 70. | Мейдстон                    | 62 день, | Чт | 19 | июля |
| 71. | Гилфорд                     | 63 день, | Пт | 20 | июля |
| 72. | Район Лондона Уолтем-Форест | 64 день, | Сб | 21 | июля |
| 73. | Район Лондона Бексли        | 65 день, | Вс | 22 | июля |
| 74. | Район Лондона Уондсуэрт     | 66 день, | Пн | 23 | июля |
| 75. | Район Лондона Илинг         | 67 день, | Вт | 24 | июля |
| 76. | Район Лондона Харингей      | 68 день, | Ср | 25 | июля |
| 77. | Вестминстер                 | 69 день, | Чт | 26 | июля |
| 78. | Олимпийский стадион         | 70 день, | Пт | 27 | июля |

Эстафета Олимпийского огня летних Олимпийских игр 2012 проводилась с 19 мая по 27 июля 2012 года, вплоть до самого начала Олимпийских игр. Точный список факелоносцев был объявлен 18 мая.
Хотя тур и шёл большей частью по территории Соединённого Королевства, были также посещены коронные земли — Джерси, Гернси и остров Мэн — и Республика Ирландия.

## Организация
Традиционная церемония получения огня состоялась 10 мая 2012 года в храме Геры на Олимпе, родине Античных Олимпийских игр. Факел прошёл эстафету по Греции и прибыл на стадион Панатинаикос в Афинах 17 мая для церемонии передачи.
Эстафета передачи Олимпийского огня длилась 70 дней с 66 вечерними праздничными церемониями, посещением шести островов. Факел несло около 8000 человек, пронёсших факел в целом около 12 800 километров, начиная от Лендс-Энда в Корнуолле. факел на один день покинул территорию Великобритании, когда его доставили в Дублин 6 июня. Маршрут эстафеты проходил в основном через места расположения национальных памятников, мест с важным спортивным значением, мест проведения важных спортивных событий, школ, зарегистрированных в Get Set School Network, места важных зелёных насаждений и с широким биологическим разнообразием, городов с большими экранами для трансляции событий Олимпиады, мест проведения фестивалей и других мероприятий.
95 % людей нёсших факел по одному часу — это были жители Великобритании. Это сделано для помощи Наследию лондонской олимпиады 2012, вовлекая в процесс школьников, местных знаменитостей и местных жителей.
Для участия в трехмесячной эстафете ЛОКОПИ местные власти представили заявки в региональные органы власти и LOCOG к маю 2010 года, как например, власти города Оксфордшир. Однако власти некоторых административных единиц, таких как Сомерсет, отказались от идеи участия на основании расходов, таких как расходы на блокирование дорог, ссылаясь на суммы расходов местному бюджета до 300 000 фунтов стерлингов.
26 мая 2010 года была объявлена дата начала эстафеты, вместе с тремя партнёрами мероприятия — Coca-Cola, Lloyds TSB и Samsung. 18 мая 2011 года была объявлена акция под названием «Момент светить» по публичной номинации на возможность стать факелоносцем, дав людям по всей Великобритании возможность принять участие в эстафете обратного отсчета до начала Игр 2012 в Лондоне.

### Путешествие в Великобританию

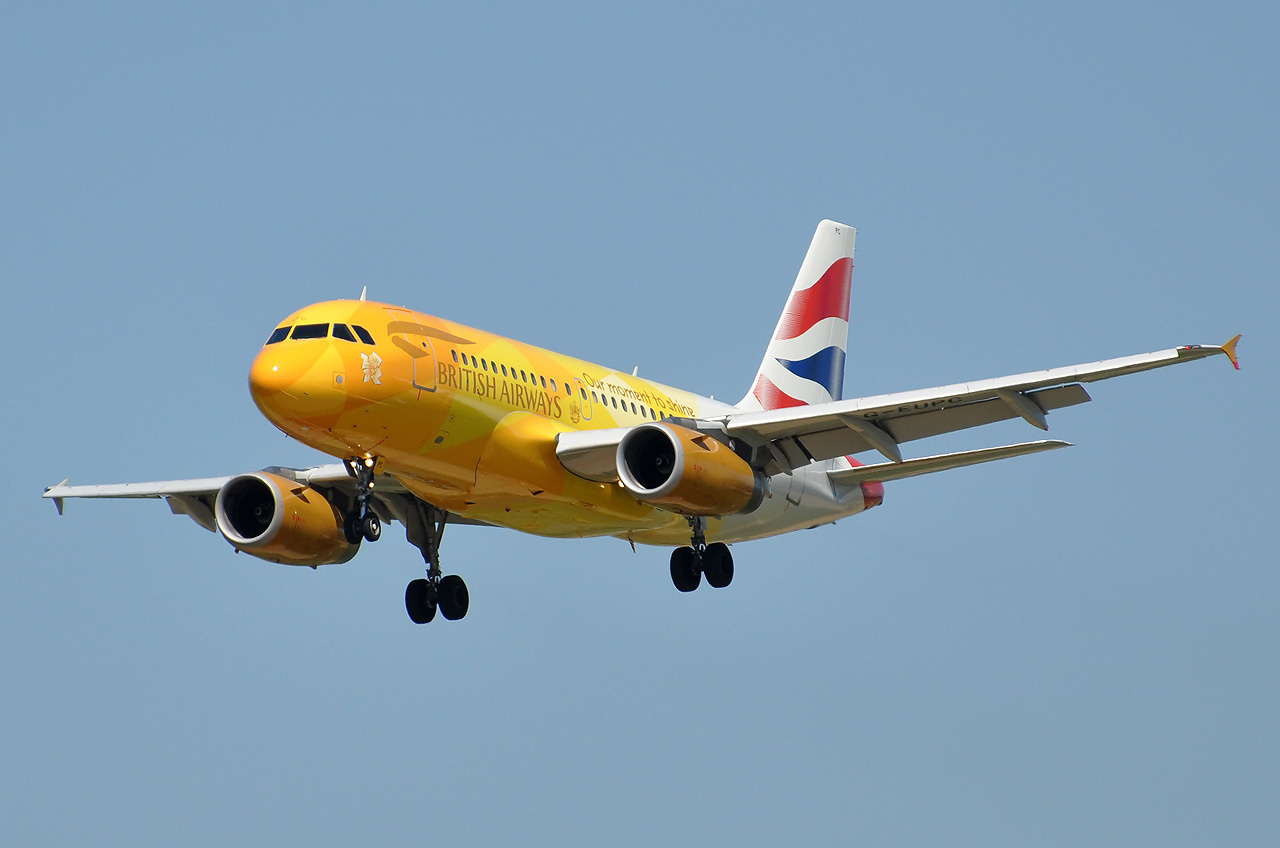
Специально окрашенный Airbus A319 British Airways несёт олимпийский огонь из Греции в Великобританию

Мэр Лондона Борис Джонсон, лорд Коу, Дэвид Бекхэм были среди 80 человек, включая и группу подростков: регбиста Денниса Коулза из Ист-Эршира, представляющего Шотландию; хоккеистка Хлоя Браун из Бангора, представляющая Северную Ирландию; атлета Шона Уайта из Суонси, представляющий Уэльс; хоккеиста Джорджа Хиггса из Корнуолла и Сакинаха Мухаммада из Хакни, представляющего Лондон.
16 мая 2012 года Airbus A319 авиакомпании British Airways с специальной золотой ливреей под названием «Светлячок» (англ. The Firefly) вылетел из аэропорта Хитроу в Афины, чтобы забрать огонь. 18 мая 2012 года самолёт вылетел как борт BA2012 из Афин на авиабазу RNAS Culdrose в Корнуолле неся на борту Олимпийский огонь. Пламя не гасили в полёте, он был классифицирован Civil Aviation Authority как «церемониальный огонь», что дало разрешение на транспортировку его не гася. Огонь был представлен четырьмя лампами Дэви, жестко прикреплённых в корпусу. В них было достаточно топлива для продолжения горения в течение 30 часов.
После ночевки на авиабазе RNAS Culdrose вертолёт Sea King 771 эскадрилья военно-морской авиации Великобритании перенёс Олимпийский огонь на Лендс-Энд, где началась эстафета. Олимпиец, звезда парусного спорта Бен Эйнсли бежал самый первый этап эстафеты.

## Факел
Олимпийские факелы имеет оболочку из алюминиевого сплава, перфорированную 8000 круглыми отверстиями, представляющих 8000 факелоносцев, которые несли огонь; отверстия также помогают быстрому рассеиванию тепла, не позволяя нагреваться ручке, а также может использоваться в качестве дополнительной ручки для переноса. Треугольная форма факела означает:
- Три олимпийские ценности — уважение, техническое совершенство и дружба;
- Олимпийский девиз — быстрее, выше, сильнее;
- Три британских олимпиады (1908, 1948 и 2012 годов);
- Концепция Олимпийских игр 2012 — спорт, образование и культура.

Цвет факела — золотой, он символизирует качества Олимпийского огня — яркость и тепло огня, несущего свет. Факел был разработан Эдвардом Барбером и Джеем Осгерби. Он имеет 80 сантиметров высоту и весит около 800 граммов. Факел был протестирован почти во все возможных погодных условиях. Производство факелов началось в конце 2011 года.

## Безопасность эстафеты
Факел в населённых пунктах сопровождали члены команды специально обученных сотрудников Metropolitan Police Service (MPS), известной как Команда безопасности факела (TST). Они были выбраны из 644 сотрудников после восьмимесячного отбора. Их основная роль заключается в защите олимпийского и паралимпийского огня, а также безопасность проноса факелоносцем пламени. Однако эти «бегуны» составляют только одну часть более широкой команды безопасности факела, которая состоит из мотоциклистов, велосипедистов, старших офицеров и оперативного планирования.

### Инциденты
При эстафете через Лендс-Энд полицейские из Команды безопасности факела задержали человека, у которого сломалась машина, решив что он пытается достичь факелоносца.
Когда факел проносили через Дерри между полицией и протестующими республиканцами возникла стычка, поскольку последние заблокировали запланированный маршрут проноса факела возле Ратуши. Из-за этого огонь были вынуждены нести другим путём, чтобы достичь Мост мира.
Во время путешествия огня через Бишоп-Окленд (графство Дарем) его нёс Киран Максвелл, 13-летний мальчик из городка Ньютон-Эйклифф. Ему был поставлен диагноз саркома Юинга в 2010 году и он потерял часть левой ноги. В то время как перенёс факел в левую руку, а костыль в правую — он упал, но его быстро подняли на ноги члены Команды безопасности факела.
Когда факел проносили по Хединглей в Лидсе в толпе был замечен человек с ведром воды. Этот человек был оперативно задержан Командой безопасности факела и не успел вылить воду на огонь.
25 июня движение UK Uncut устроили акции протеста, когда факел проносили мимо Королевского госпиталя Хэлламшир в Шеффилде, кампанию против внесения изменений в Национальную службу здравоохранения.
Мужчина-стрикер был арестован 10 июля после бега перед колонной факела, когда она проходила через Хенли-он-Темс на его спине было написано «Свободный Тибет».
17-летний мусульманин был арестован 20 июля в Грейвсенде в Кенте после неудачной попытки захватить факел, крича «Аллах Акбар», однако никаких повреждений не было нанесено и огонь продолжил свой путь.

## Другие способы переноса факела

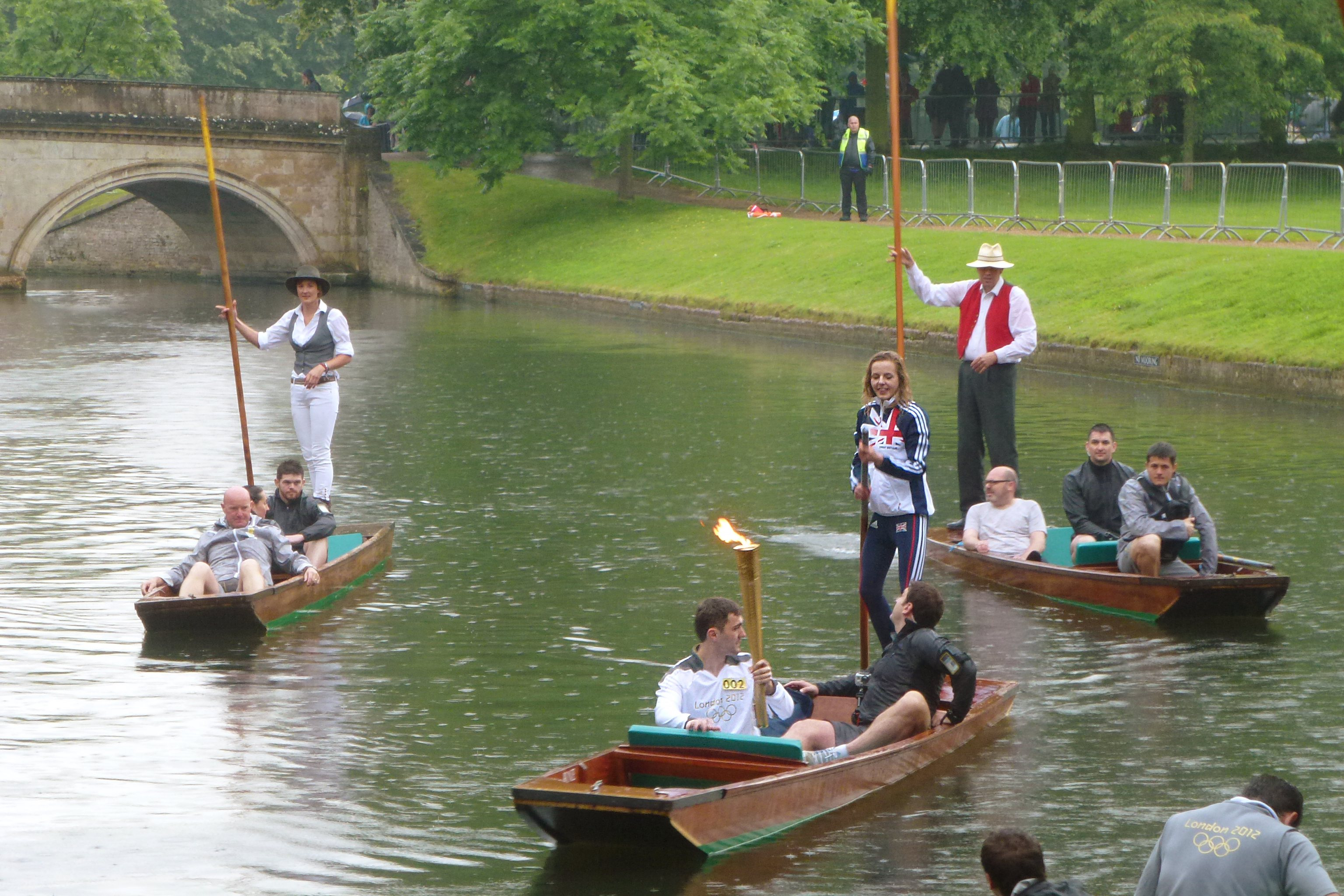
Олимпийский факел время плаванию на панте вниз по течению по реке Кам в Кембридже

Кроме бегунов факел также перемещали в ходе эстафеты и другими способами, часто в четырёх лампах Дэви.
По воде факел перемещался на моторной лодке в Бристольской гавани и в спасательной шлюпке RNLI через пролив Менай. Было ещё неторопливое плавание на пароме Мерси и на пароходе MV Tern через озеро Уиндермир. Без использования мотора факел возили на панте вниз по течению по реке Кам в Кембридже, и на гребной лодке по реке Медуэй в городе Мейдстон. Его последний отрезок пути к Олимпийскому стадиону 27 июля прошёл на катере, которым управлял футболист Дэвид Бекхэм, по реке Темза.
По рельсам факел везли на паровозах различных типов. Паровоз № 6115 «Шотландский гвардеец» типа LMS Royal Scot Class вёз факел по магистральной железной дороге East Coast Main Line. Огонь также провезли и по историческим железным дорогам, таким как Great Central Railway, North Yorkshire Moors Railway и Severn Valley Railway. Из узкоколейных железных дорог факел провезли по Фестиниогской железной дороге и по железной дороге Cleethorpes Coast Light Railway. Огонь перемещали с помощью фуникулёров Aberystwyth Cliff Railway, Ист-Хилл-Клифф Рэйлвэй в Гастингсе и Great Orme Tramway, а также с помощью зубчатой Сноудонской горной железной дороги. Электрические трамваи в эстафете представляли Блэкпульский трамвай и трамвай острова Мэн. После того, как огонь прибыл в Лондон его провезли в лондонском метро между станциями Уимблдон и Уимблдон парк.
Используя транспортные средства факела провезли по порядка восьмидесяти процентам всего маршрута по Великобритании в машине службы безопасности. Автопоезд был использован в Те-Мамблс в Суонси, а автобусе с открытым верхом в Камбрии. Факел перевозили на трехколёсной мотоколяске ТТ на острове Мэн, на паралимпийском дорожном велосипеде по гоночной трассе Брэндс-Хэтч и на горном велосипеде в Загородном парке Хадли в Эссексе.
Лошади использовались, когда факел был провезён на скаковых лошадях на Челтнемском и Честерском ипподромах. Он также был провезён на лошади коб в городке Аберайрон и на Дугласском конном трамвае.
По воздуху факел перемещался, когда его спускали по канату (Zip-line) с верхней части моста Тайн-Бридж в Гейтсхеде на поверхность реки и когда его поднимали по канатной дороге на Heights of Abraham в Дербишире. Также по воздуху над водой факел перемещался над рекой Тис с помощью Middlesbrough Transporter Bridge.
Запланированная церемония пересечения моста Тамар была заменена пересечением огня в машине безопасности. Мартин Джи, мэр города Солташ, сказал: «Мне жаль, что не случилось очень большое событие — это конец Корнуолла, и мы должны были праздновать, провожая факел в Англию». Факел на мосту так и не взял в руки бегун.

## Маршрут в Греции до отъезда в Великобританию
10 мая (День 1)

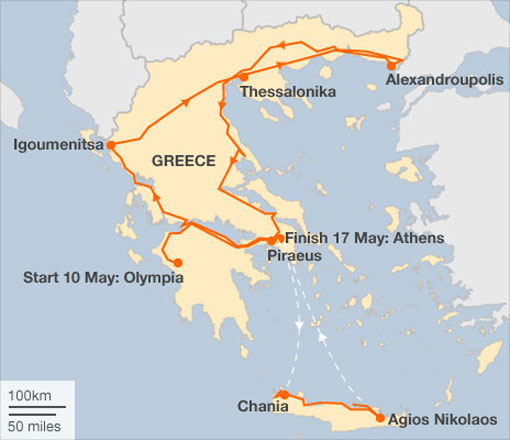
Эстафета Олимпийского огня в Греции

- Олимпия, Пиргос, Амальяс (Элида), Гастуни[англ.], Лекена[англ.], Коринф, Пирей

11 мая (День 2)
- Ханья (Крит), Ретимнон (Крит), Агиос Николаос[англ.] (Крит), Ираклион (Крит), Кастелоризо

12 мая (День 3)
- Пирей, Патры, Мост Рио-Антирио, Антирио, Амфилохия, Превеза, Парга, Игуменица, Янина

13 мая (День 4)

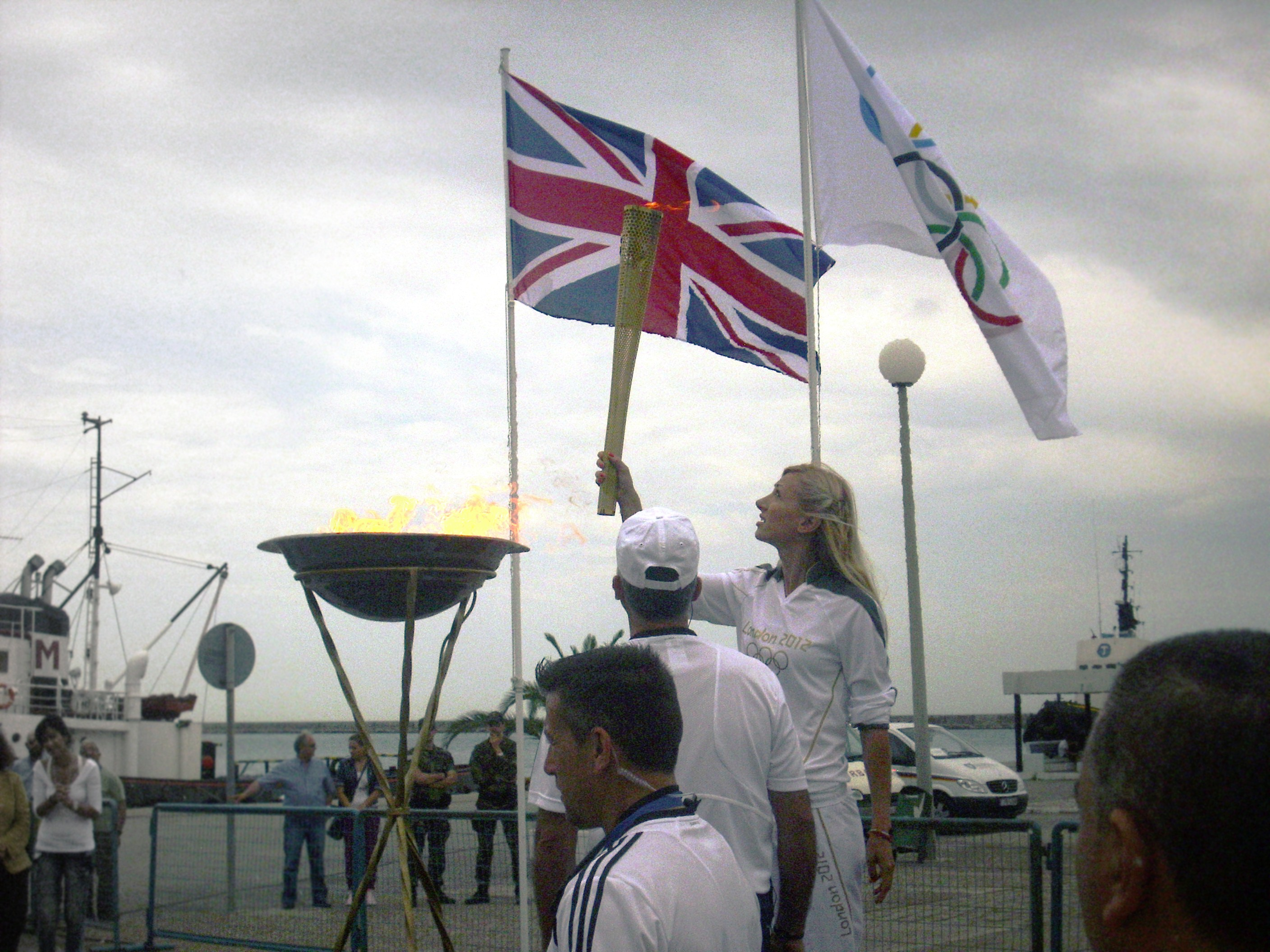
День 3: Церемония в Патрах

- Янина, Козани, Верия, Салоники (Македония), Кавала

14 мая (День 5)
- Кавала, Комотини, граница Греции и Турции, Александруполис, Ксанти, Драма

15 мая (День 6)
- Драма, Серре, Катерини, Лариса, Волос, Ламия

16 мая (День 7)
- Ламия, Халкида, Афины, Афинский Акрополь

17 мая (День 8)
- Афины, Панатинаикос, Афины

## Маршрут
| Дата | Карта |
| --- | --- |

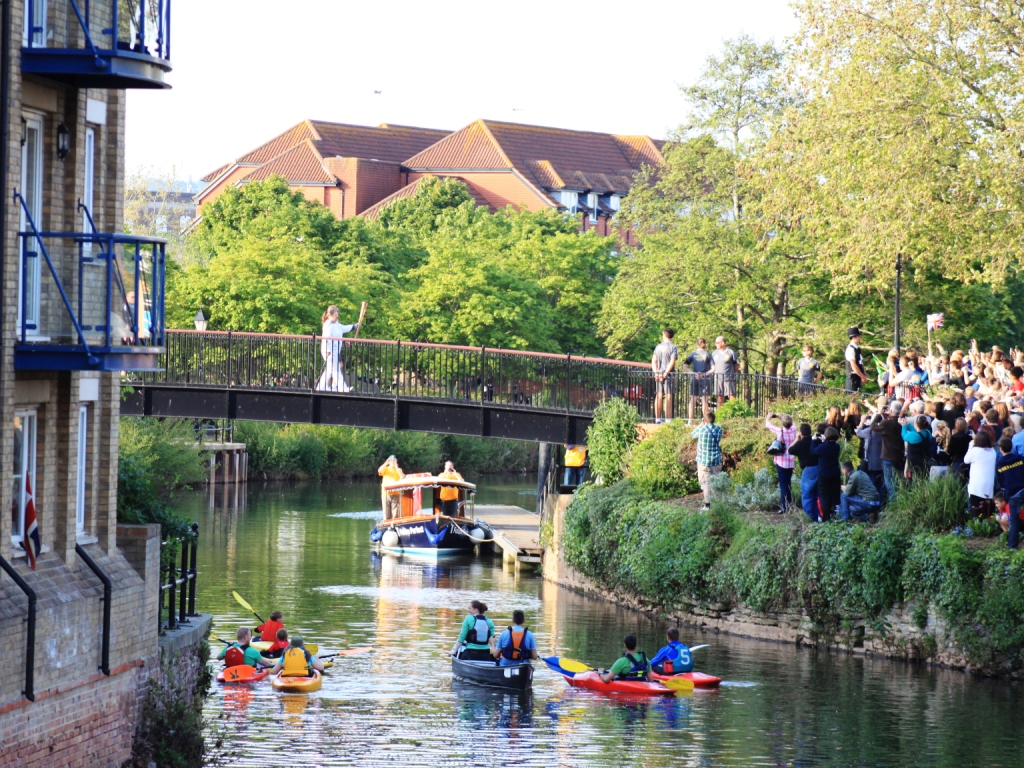
День 3 (21 мая): Олимпийский огонь достиг округа Граунд в городе Тонтон

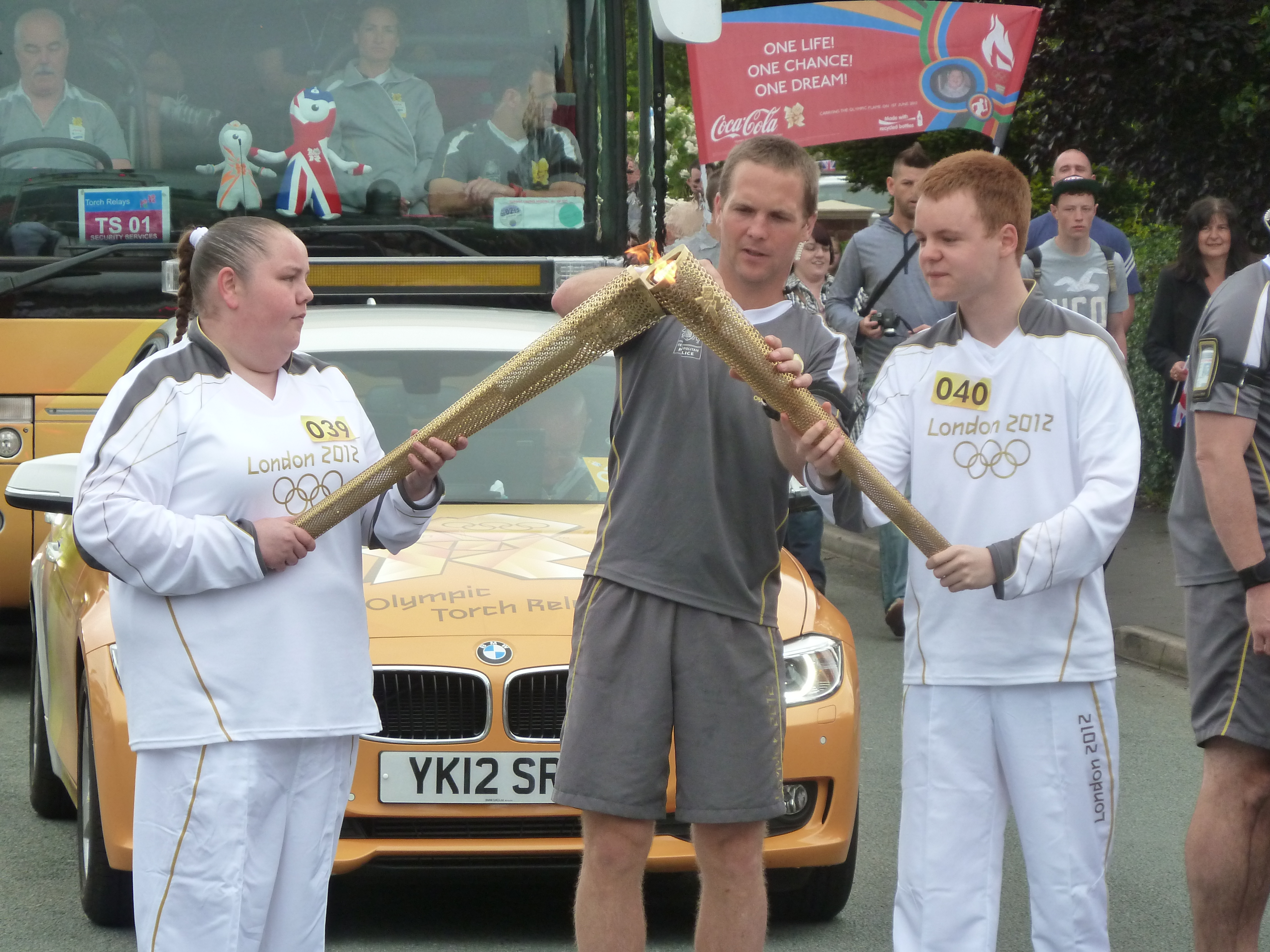
День 14: Пламя делят между двумя факелами. Берскоф-Бридж, Ланкашир

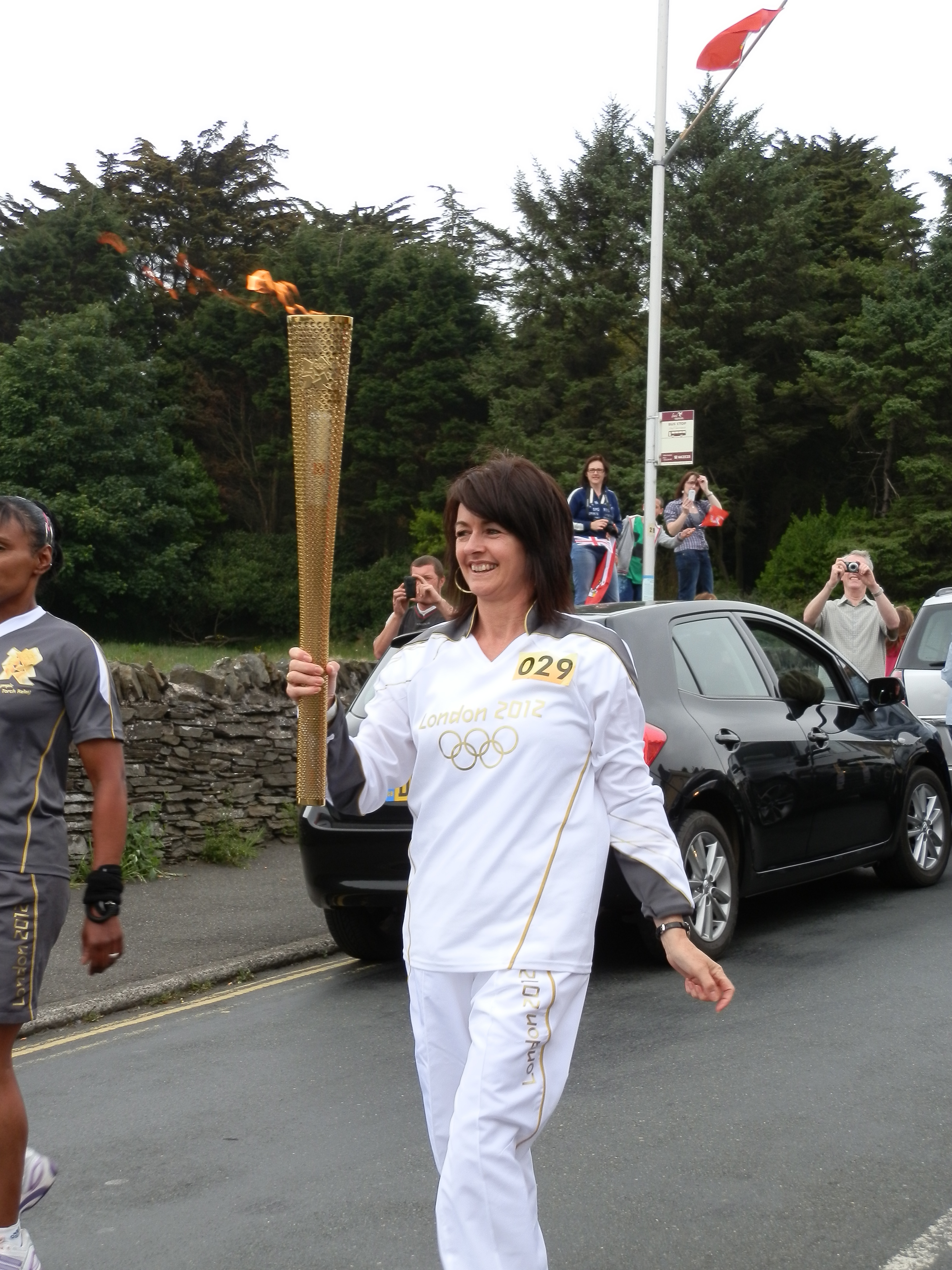
День 15: Огонь в городе Онкан, Остров Мэн

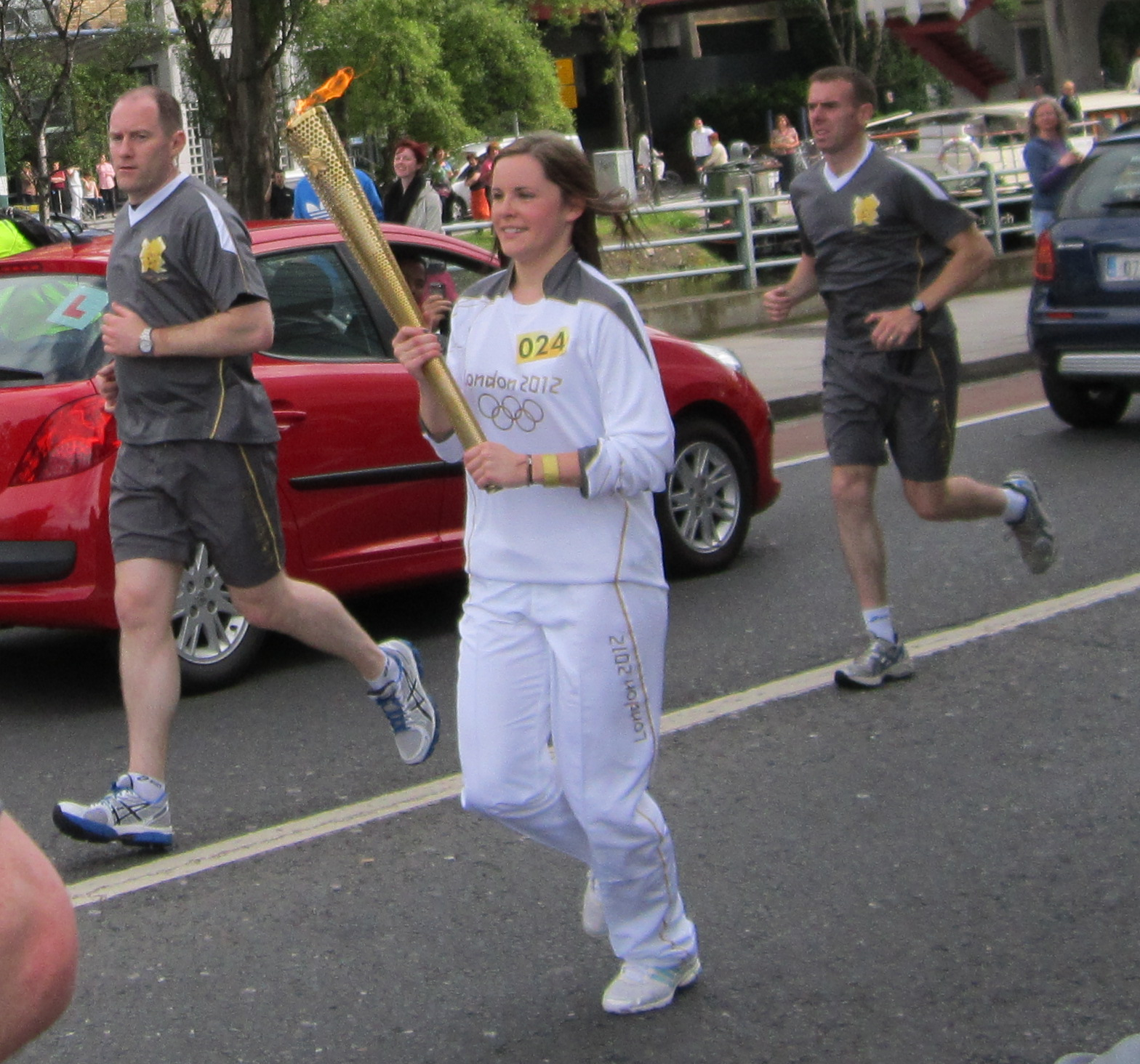
День 19: Пламя в Дублине, Ирландия.

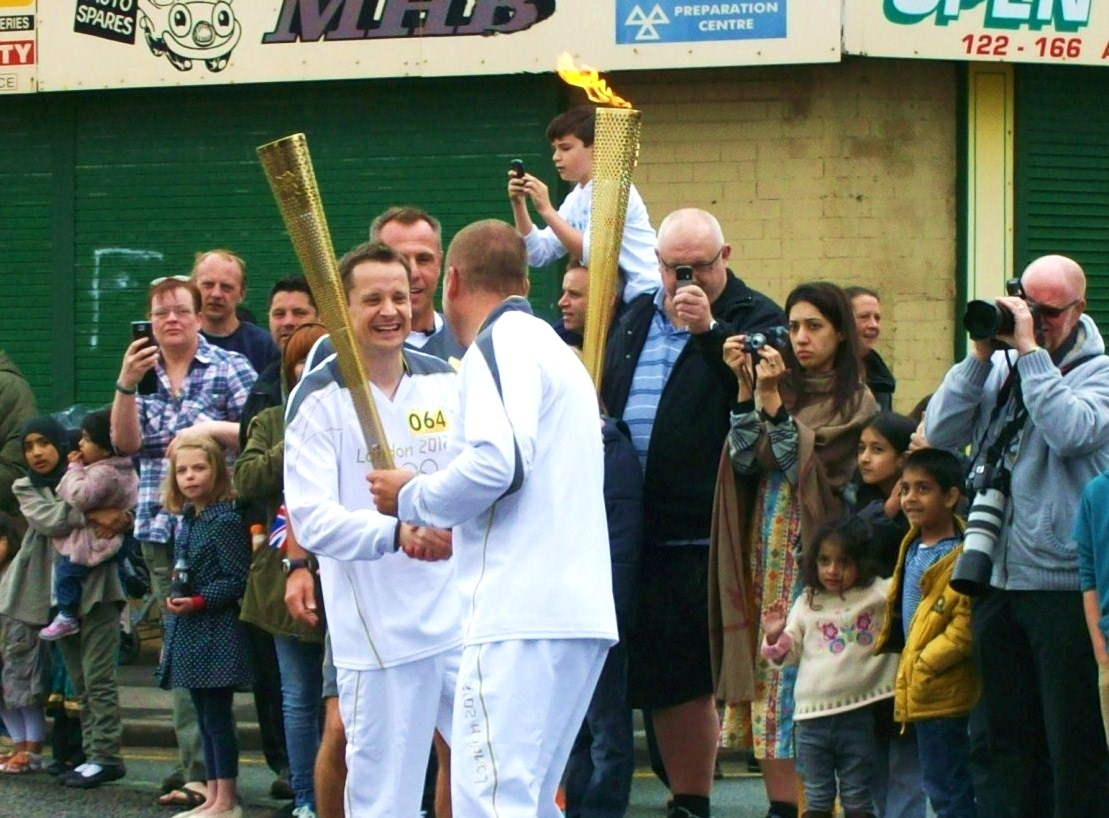
День 37: Передача огня в Олдеме, Большой Манчестер

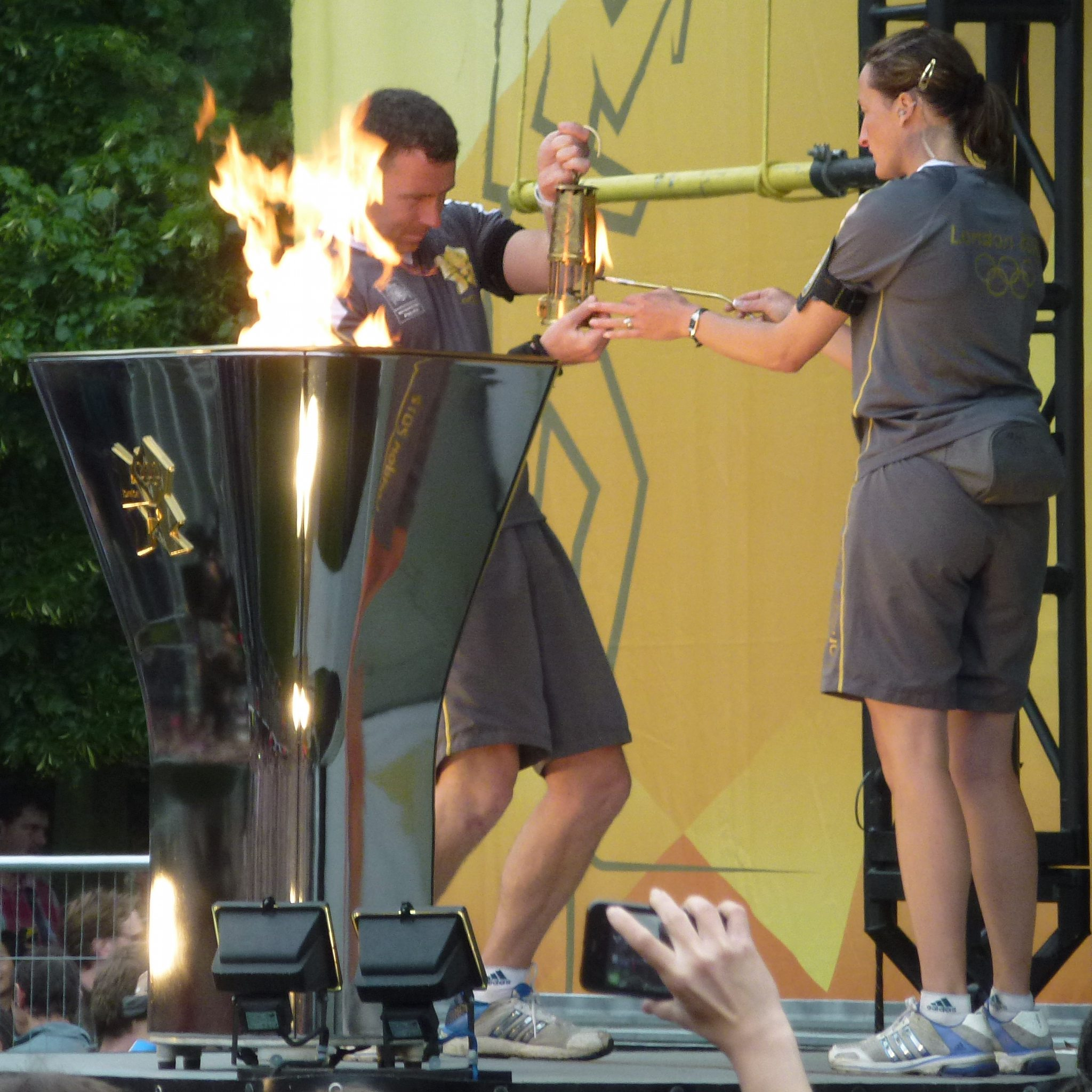
День 50: Олимпийский огонь помещается в лампу Дэви в Кембридже для безопасного хранения ночью

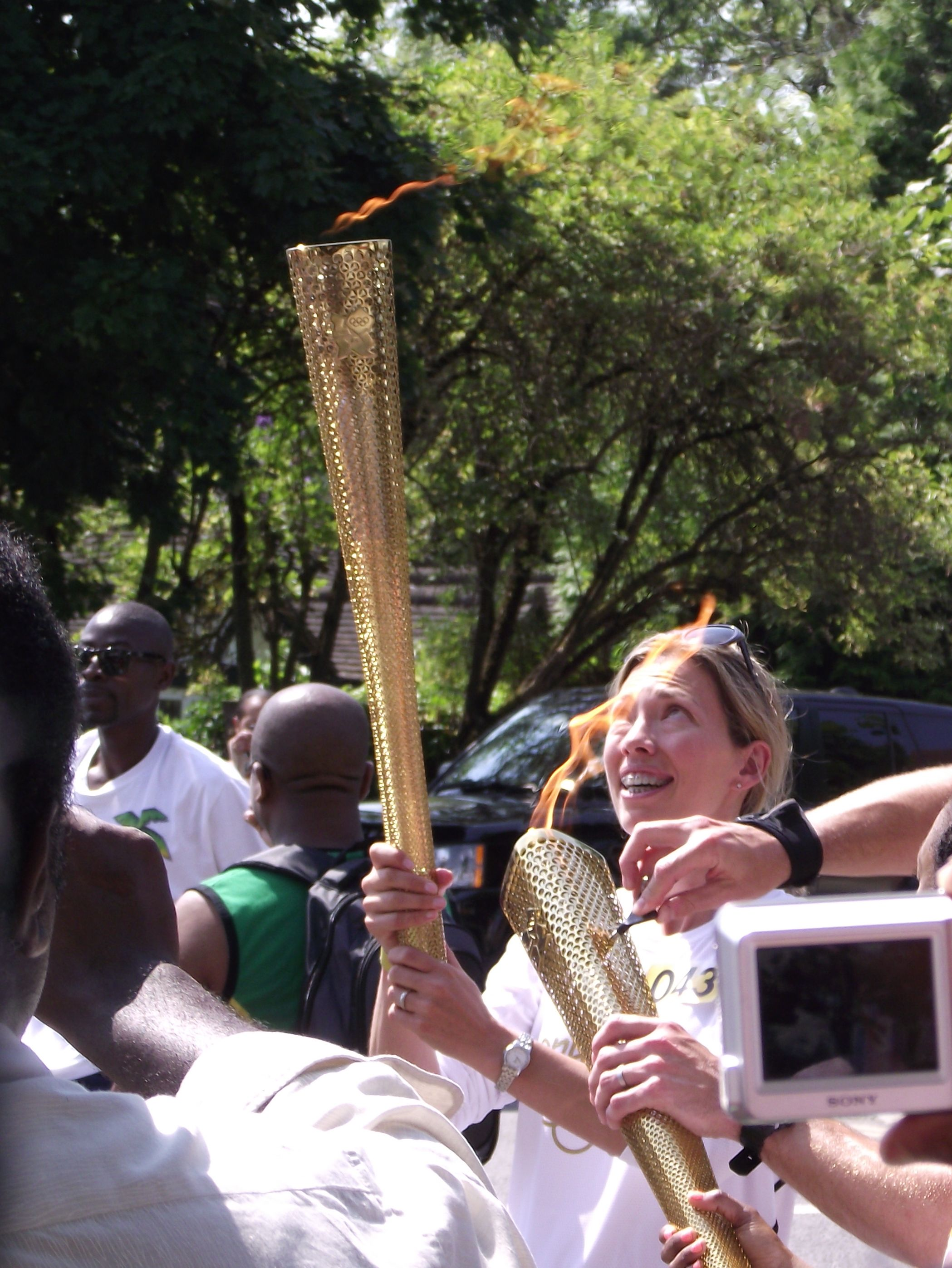
День 68: Факел передан золотой медалистке Солт-Лейк-Сити Скотт, Бекки в Бренте, Северо-Западный Лондон.

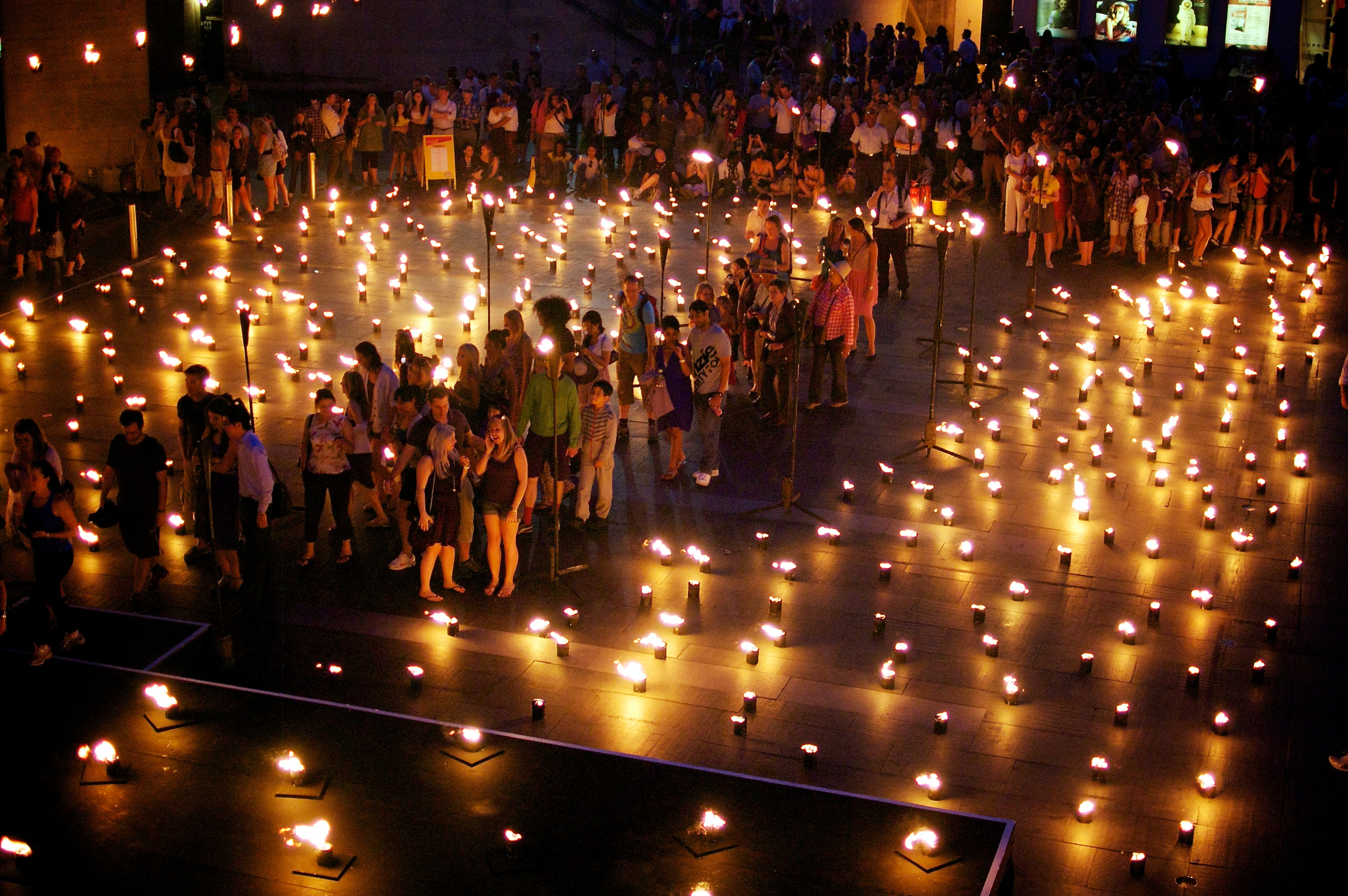
За неделю до Олимпиады у Национального театра в Лондоне создан «Fire Garden» (Сад Огня) в честь эстафеты

| 19 мая (день 1): Лендс-Энд 19 мая (день 1): Плимут 20 мая (день 2): Эксетер 21 мая (день 3): Тонтон 22 мая (день 4): Бристоль и Бат 23 мая (день 5): Челтнем 24 мая (день 6): Херефорд 24 мая (день 6): Вустер 25 мая (день 7): Грейт-Молверн 25 мая (день 7): Огонь приходит в Уэльс через Монмутшир 25 мая (день 7): Кардифф 26 мая (день 8): Суонси 27 мая (день 9): Аберистуит 28 мая (день 10): Бангор 29 мая (день 11): Честер 30 мая (день 12): Сток-он-Трент 31 мая (день 13): Болтон 1 июня (день 14): Ливерпуль 2 июня (день 15): Остров Мэн                                                                                     | Лендс-Энд Плимут Эксетер Тонтон Бристоль Челтнем Вустер Грейт-Молверн Кардифф Суонси Аберистуит Бангор Честер Сток-он-Трент Болтон Ливерпуль Остров Мэн                                                 |
| 3 июня (день 16): Портраш 4 июня (день 17): Дерри 5 июня (день 18): Ньюри 6 июня (день 19): Дублин 6 июня (день 19): Белфаст 7 июня (день 20): Огонь пересёк Северный пролив в Шотландию | Портраш Дерри Ньюри Белфаст |
| 8 июня (день 21): Глазго 9 июня (день 22): Инвернесс 10 июня (день 23): Оркнейские острова; Шетландские острова 11 июня (день 24): Остров Льюис; Абердин 12 июня (день 25): Данди 13 июня (день 26): Эдинбург | Глазго Инвернесс Оркнейские острова Шетландские острова Остров Льюис Абердин Данди Эдинбург |
| 14 июня (день 27): Алник 15 июня (день 28): Ньюкасл-апон-Тайн 16 июня (день 29): Дарем 17 июня (день 30): Мидлсбро 18 июня (день 31): Кингстон-апон-Халл 19 июня (день 32): Йорк 20 июня (день 33): Карлайл 21 июня (день 34): Боунесс-он-Уиндермир 22 июня (день 35): Блэкпул 23 июня (день 36): Манчестер 24 июня (день 37): Лидс 25 июня (день 38): Шеффилд 26 июня (день 39): Клиторпс 27 июня (день 40): Линкольн 28 июня (день 41): Ноттингем 29 июня (день 42): Дерби 30 июня (день 43): Бирмингем 1 июля (день 44): Ковентри 2 июля (день 45): Рэгби 2 июля (день 45): Лестер 3 июля (день 46): Питерборо 4 июля (день 47): Норидж | Алник Ньюкасл-апон-Тайн Дарем Мидлсбро Кингстон-апон-Халл Йорк Карлайл Боунесс-он-Уиндермир Блэкпул Манчестер Лидс Шеффилд Клиторпс Линкольн Ноттингем Дерби Бирмингем Ковентри Лестер Питерборо Норидж |
| 5 июля (день 48): Ипсуич 6 июля (день 49): Челмсфорд 7 июля (день 50): Кембридж 8 июля (день 51): Лутон 9 июля (день 52): Оксфорд 10 июля (день 53): Рединг 11 июля (день 54): Бейзингсток 11 июля (день 54): Уинчестер 11 июля (день 54): Солсбери 12 июля (день 55): Уэймут-энд-Портленд 13 июля (день 56): Борнмут | Ипсуич Челмсфорд Кембридж Лутон Оксфорд Рединг Солсбери Уэймут-энд-Портленд Бейзингсток Уинчестер Борнмут                                                                                               |
| 14 июля (день 57): Саутгемптон 15 июля (день 58): Гернси; Джерси; Портсмут | Саутгемптон Гернси Джерси Портсмут |
| 16 июля (день 59): Портсмут 16 июля (день 59): Брайтон и Хоув 17 июля (день 60): Гастингс 18 июля (день 61): Дувр 19 июля (день 62): Мейдстон 20 июля (день 63): Гилфорд | Портсмут Брайтон и Хоув Гастингс Дувр Мейдстон Гилфорд |
| 21 июля (день 64): Уолтем-Форест 22 июля (день 65): Бексли 23 июля (день 66): Уондсуэрт 24 июля (день 67): Илинг 25 июля (день 68): Харингей 26 июля (день 69): Вестминстер 27 июля (день 70): Олимпийский стадион | Уолтем-Форест Бексли Уондсуэрт Илинг Харингей Вестминстер Олимпийский стадион |

## Конец эстафеты
Эстафета закончилась церемонией открытия летних Олимпийских игр 2012.
Факел прибыл на церемонию на борту катера, управляемого Дэвидом Бекхэмом по Limehouse Cut, старейшему каналу на реке Темза в Лондоне. Стив Редгрейв получил пламя от молодого футболиста Джейда Бейли, факелоносца на катере, и принёс его на Олимпийский стадион. Редгрейв передал факел группе из семи молодых спортсменов, чтобы они пронесли его по стадиону. Молодые спортивные надежды Британии от него ещё 6 факелов и прошли к центру стадиона, где зажгли олимпийский огонь всеми семью факелами, который состоял из 204 пылающих лепестков Это было в первый раз после летних Олимпийских играх 1976 года, когда олимпийский огонь зажгли молодые спортсмены; в 1976 году это сделали представитель французской Канады и представитель английской Канады вместе.